# استرلا ۲
۹کا۳۲ «استرلا ۲» (9К32 “Cтрела-2”) ـ نام ناتو: سام ۷ (SA-7 Grail) ـ سیستم موشکی زمین به هوای ارتفاع کم، دوش‌پرتاب و قابل حمل توسط نفر با سیستم هدایت گرمایاب است. سام-۷ به‌طور کلی قابل مقایسه با سیستم قدیمی‌تر اف‌آی‌ام-۴۳ ردآی ارتش ایالات متحده آمریکاست. استرلا اولین نسل از موشک‌های سام (زمین به هوا) قابل حمل توسط نفر اتحاد جماهیر شوروی به شمار می‌رود که در سال ۱۹۶۸ وارد خدمت گشته و تولید انبوه آن در سال ۱۹۷۰ آغاز شد. این موشک از موفق‌ترین سلاح‌های صادراتی شوروی محسوب می‌شود و تقریبا در تمامی جنگ‌هایی که از زمان تولید آن تا به امروز درگرفته‌اند، حاضر بوده‌است. این سیستم همچنین پایه‌ای برای طراحی موشک‌های دوش‌پرتاب جدیدتر روسی بوده‌است. برخی ویژگی‌های سام-۷ از جمله کلاهک ۱.۱۷ کیلوگرمی آن در موشک‌های بعدی روسی از جمله بیشتر مدل‌های ایگلا تازه‌ترین سیستم روس‌ها حفظ شده‌است.
۲ هزار عدد از موشک‌های سام-۷ در سال ۱۹۷۶ از سوی ایران در قرارداد تسلیحاتی مهمی بین ایران و شوروی خریداری شد و همچنین مقدمات تولید داخلی این موشک در ایران همراه با چندین سلاح دیگر روسی مثل راکت‌های آرپی‌جی-۷ و ب.اِم-۲۱ گراد، فراهم شد. ایران در طول جنگ با عراق نیز علاوه بر خرید انواع تولید روسیه و تولید چین این موشک اقدام به مونتاژ آن نیز می‌کرد. امروزه نوع بومی آن میثاق-۲ جانشین این موشک در نیروهای مسلح ایران شده‌است.

## کاربران

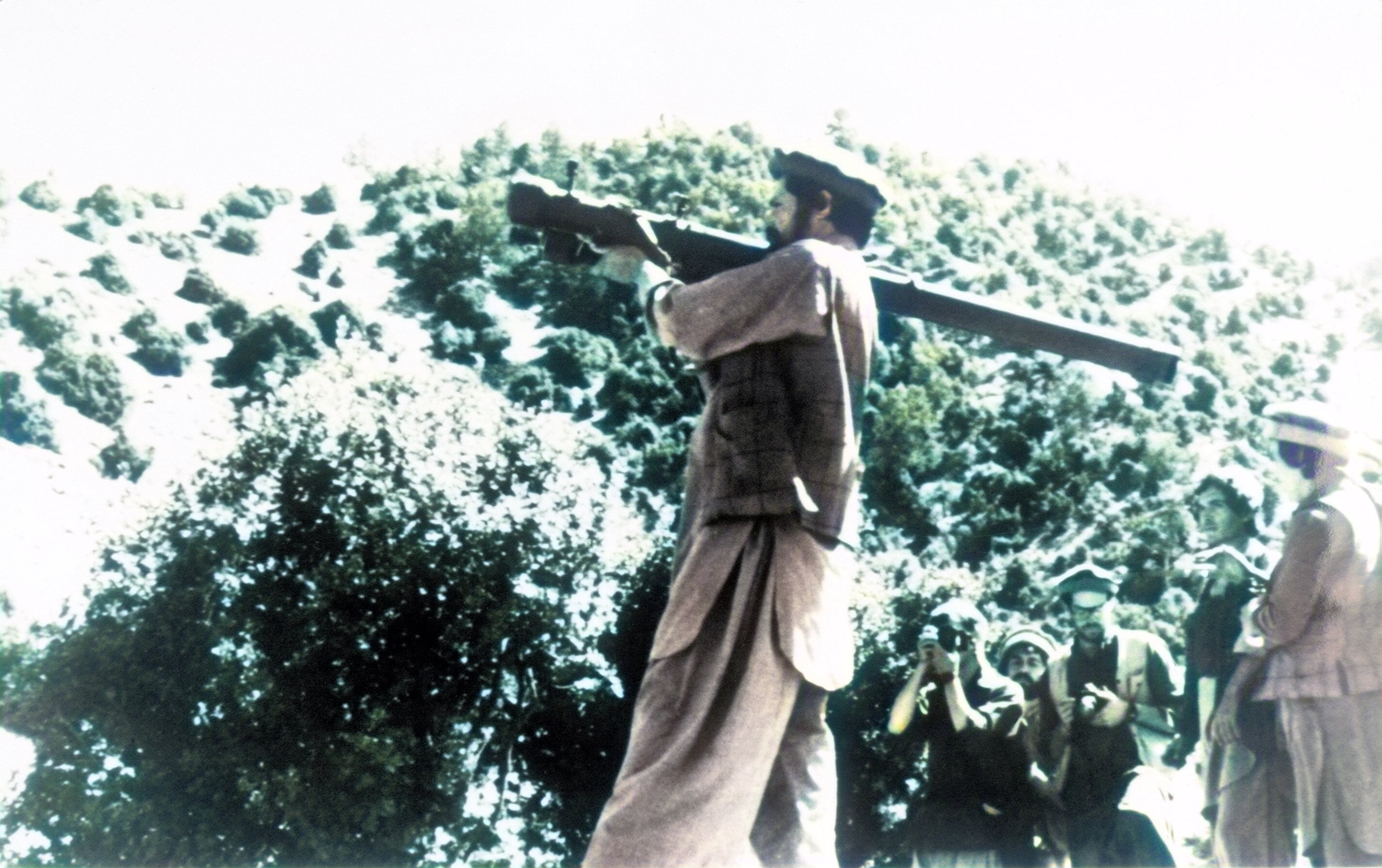
مجاهد افغانی با استرلا۲، سال ۱۹۸۸

- افغانستان
- آلبانی
- الجزایر
- آنگولا
- ارمنستان
- بوتسوانا
- بنین
- بلغارستان
- بورکینافاسو
- کامبوج
- چین
- کوبا
- جمهوری چک
- جیبوتی
- السالوادور
- مصر
- اتیوپی
- آلمان شرقی
- گرجستان
- آلمان (از آلمان شرقی سابق)
- غنا
- گینه بیسائو
- اندونزی
- هند (از خدمت خارج شده‌است)
- عراق
- ایران از سال ۱۹۷۶ (با میثاق-۲ جایگزین شده)
- لائوس
- لبنان
- لیبی
- مغولستان
- مقدونیه شمالی
- موریتانی
- مراکش
- موزامبیک
- نیکاراگوئه
- کره شمالی
- پاکستان
- پرو
- لهستان (با موشک‌های پ‌زآر جایگزین شده)
- رومانی (نوع بومی سی‌آ ۹۴)
- روسیه
- جمهوری دموکراتیک عربی صحرا
- سیرالئون
- صربستان
- اسلواکی
- سومالی
- یمن جنوبی
- سودان
- سوریه
- تانزانیا
- اوکراین
- ویتنام
- زامبیا
- زیمبابوه
- و بسیاری از کشورهای دیگر به همراه گروه‌های شبه‌نظامی